# Vičenec horský
Vičenec horský (Onobrychis montana) je vytrvalá bylina z čeledi bobovitých (Fabaceae) vyskytující se v horských oblastech Evropy. Roste především na slunných svazích subalpínského pásma v Pyrenejích, Alpách, Karpatech a na pohořích Balkánského poloostrova. V České republice neroste.